# Matea Parlov Koštro
Matea Parlov Koštro (Zagabria, 2 giugno 1992) è una maratoneta e mezzofondista croata, vincitrice della medaglia d'argento nella maratona agli Europei di Monaco di Baviera 2022.

## Palmarès
| Anno | Manifestazione   | Sede      | Evento         | Risultato | Prestazione | Note |
| ---- | ---------------- | --------- | -------------- | --------- | ----------- | ---- |
| 2010 | Europei di cross | Albufeira | Corsa U20      | 57ª       | 14'28"      |      |
| 2010 | Europei di cross | Albufeira | A squadre      |           |             |      |
| 2011 | Europei di cross | Velenje   | Corsa U20      | 75ª       | 15'02"      |      |
| 2011 | Europei di cross | Velenje   | A squadre      |           |             |      |
| 2011 | Europei juniores | Tallinn   | 3000 m siepi   | Batteria  | 10'44"22    |      |
| 2014 | Mediterraneo U23 | Aubagne   | 3000 m siepi   | 8ª        | 10'39"78    |      |
| 2015 | Universiade      | Gwangju   | 1500 m piani   | 9ª        | 4'27"24     |      |
| 2017 | Universiade      | Taipei    | 5000 m piani   | 12ª       | 16'20"91    |      |
| 2019 | Mondiali         | Doha      | Maratona       | dnf       | dnf         |      |
| 2021 | Giochi Olimpici  | Tokyo     | Maratona       | 21ª       | 2h33'18"    |      |
| 2022 | Europei          | Monaco    | Maratona       | Argento   | 2h28'42"    |      |
| 2024 | Europei          | Roma      | Mezza maratona | 25ª       | 1h11'48"    |      |
| 2024 | Giochi olimpici  | Parigi    | Maratona       | dnf       | dnf         |      |

## Campionati nazionali
2009
- Bronzo ai campionati croati, 3000 m piani - 10'07"45
- Oro ai campionati croati juniores, 3000 m piani - 10'12"12

2010
- Oro ai campionati croati juniores, 3000 m piani - 10'11"20
- Oro ai campionati croati juniores, 1500 m piani - 4'38"25

2011
- Argento ai campionati croati, 3000 m piani - 10'01"12

2012
- Argento ai campionati croati, 3000 m piani - 9'52"10
- 5ª ai campionati croati di mezza maratona - 1h19'32"

2013
- Argento ai campionati croati, 3000 m siepi - 11'02"36

2014
- Oro ai campionati croati, 3000 m piani - 9'50"44
- Oro ai campionati croati, 1500 m piani - 4'26"59

2015
- Oro ai campionati croati, 5000 m piani - 17'23"72

2016
- Oro ai campionati croati, 5000 m piani - 16'47"72
- Oro ai campionati croati, 3000 m piani - 10'10"83

2017
- Bronzo ai campionati croati, 10000 m piani - 35'48"0
- Oro ai campionati croati, 3000 m piani - 9'39"77
- Oro ai campionati croati indoor, 3000 m piani - 9'51"86

2018
- Oro ai campionati croati, 10000 m piani - 34'49"59
- Argento ai campionati croati, 5000 m piani - 16'44"84
- Argento ai campionati croati, 3000 m piani - 9'39"24
- Oro ai campionati croati di 10 km su strada - 35'35"

2019
- Oro ai campionati croati, 5000 m piani - 17'02"58
- Oro ai campionati croati, 3000 m piani - 9'49"85
- Argento ai campionati croati di mezza maratona - 1h16'27"

2020
- Oro ai campionati croati, 10000 m piani - 34'35"10
- Oro ai campionati croati indoor, 3000 m piani - 9'26"40
- 4ª ai campionati croati di mezza maratona - 1h14'09"
- Oro ai campionati croati di 10 km su strada - 32'56"

2021
- Oro ai campionati croati di corsa campestre - 30'31"
- Oro ai campionati croati di mezza maratona - 1h13'34"
- Oro ai campionati croati di 10 km su strada - 34'40"

2022
- Argento ai campionati croati di mezza maratona - 1h14"18
- Oro ai campionati croati di 10 km su strada - 32'45"

2023
- Oro ai campionati croati di 10 km su strada - 33'58"

## Altre competizioni internazionali
2015
- 10ª allo Hanžeković Memorial ( Zagabria), 3000 m piani - 9'08"49

2018
- 20ª alla Maratona di Berlino ( Berlino) - 2h38'05"

2019
- 8ª alla Maratona di Siviglia ( Siviglia) - 2h32'43"
- 16ª alla Mezza maratona di Copenaghen ( Copenaghen) - 1h11'54"
- 9ª al Birell Grand Prix ( Praga) - 33'00"

2020
- 18ª alla Maratona di Valencia ( Valencia) - 2h28'52"

2022
- Argento alla Adidas Runners City Night ( Berlino) - 31'54"
- 4ª alla BOclassic ( Bolzano), 5 km - 16'04"

2023
- 13ª alla Maratona di Francoforte ( Francoforte sul Meno) - 2h28'37"
- 7ª alla Mezza maratona di Barcellona ( Barcellona) - 1h09'53"
- 23ª alla Mezza maratona di Copenaghen ( Copenaghen) - 1h11'53"
- 8ª alla BOclassic ( Bolzano), 5 km - 16'07"

2024
- Bronzo alla Stramilano ( Milano) - 1h11'14"